# Municipio de Liberty (condado de Geary)
El municipio de Liberty (en inglés: Liberty Township) es un municipio ubicado en el condado de Geary en el estado estadounidense de Kansas. En el año 2010 tenía una población de 167 habitantes y una densidad poblacional de 0,98 personas por km².

## Geografía
El municipio de Liberty se encuentra ubicado en las coordenadas 38°54′26″N 96°36′28″O / 38.90722, -96.60778. Según la Oficina del Censo de los Estados Unidos, el municipio tiene una superficie total de 170.86 km², de la cual 170,2 km² corresponden a tierra firme y (0,39 %) 0,66 km² es agua.

## Demografía
Según el censo de 2010, había 167 personas residiendo en el municipio de Liberty. La densidad de población era de 0,98 hab./km². De los 167 habitantes, el municipio de Liberty estaba compuesto por el 94,01 % blancos, el 1,2 % eran afroamericanos, el 0,6 % eran amerindios, el 4,19 % eran de otras razas. Del total de la población el 5,39 % eran hispanos o latinos de cualquier raza.